# Michel Corrette
Michel Corrette (ur. 1707 w Rouen, zm. 21 stycznia 1795 w Paryżu) – francuski organista, kompozytor i pedagog muzyczny, który spopularyzował trzymanie skrzypiec pod brodą podczas gry na tym instrumencie.

## Życiorys
Jego ojciec, Gaspard Corrette, był organistą i kompozytorem pochodzenia niderlandzkiego. Od 1737 Michel Corrette był organistą w różnych dworach i kościołach w Paryżu.
Michel Corrette był bardzo płodnym kompozytorem. Oprócz koncertów organowych komponował dzieła sceniczne (Arlekin, Armida, Sąd Midasa), sonaty, pieśni, kantaty i utwory na klawesyn.
Poza komponowaniem Corrette zajmował się edukacją muzyczną. Napisał ok. 20 podręczników nauki gry na różnych instrumentach, na przykład: skrzypcach, wiolonczeli, fagocie, klawesynie, harfie i mandolinie. Jest też autorem wielu innych podręczników takich, jak: l'Art de se perfectionner sur le violon (Sztuka gry doskonałej na skrzypcach), le Parfait Maître à chanter (Doskonały mistrz śpiewu) L′école d′Orphée (Szkoła Orfeusza), czy traktatu opisującego francuski i włoski styl gry na skrzypcach.